# Shinya Yajima
Shinya Yajima (Japans: 矢島 慎也, Yajima Shin’ya) (Saitama, 18 januari 1994) is een Japans voetballer die als middenvelder speelt bij Urawa Red Diamonds.

## Clubcarrière
Shinya Yajima begon zijn carrière in 2012 bij Urawa Red Diamonds. In het seizoen 2015 en 2016 kwam hij op huurbasis uit voor Fagiano Okayama.

## Japans voetbalelftal
Shinya Yajima nam met het Japans voetbalelftal deel aan de Olympische Zomerspelen 2016.